# Umbilicus
Umbilicus (DC., 1801) è un genere di piante succulente appartenente alla famiglia delle Crassulacee, originario di Bacino del Mediterraneo e parte dell'Africa.

## Tassonomia
Il genere Umbilicus attualmente comprende al suo interno 17 specie:
- Umbilicus albido-opacus Carlström
- Umbilicus botryoides Hochst. ex A.Rich.
- Umbilicus chloranthus Heldr. & Sart. ex Boiss.
- Umbilicus citrinus Wolley-Dod
- Umbilicus ferganicus Popov
- Umbilicus gaditanus Boiss.
- Umbilicus heylandianus Webb & Berthel.
- Umbilicus horizontalis (Guss.) DC.
- Umbilicus intermedius Boiss.
- Umbilicus luteus (Huds.) Webb & Berthel.
- Umbilicus mirus (Pamp.) Greuter
- Umbilicus paniculiformis Wickens
- Umbilicus parviflorus (Desf.) DC.
- Umbilicus patens Pomel
- Umbilicus rupestris (Salisb.) Dandy
- Umbilicus schmidtii Bolle
- Umbilicus tropaeolifolius Boiss.

## Galleria d'immagini

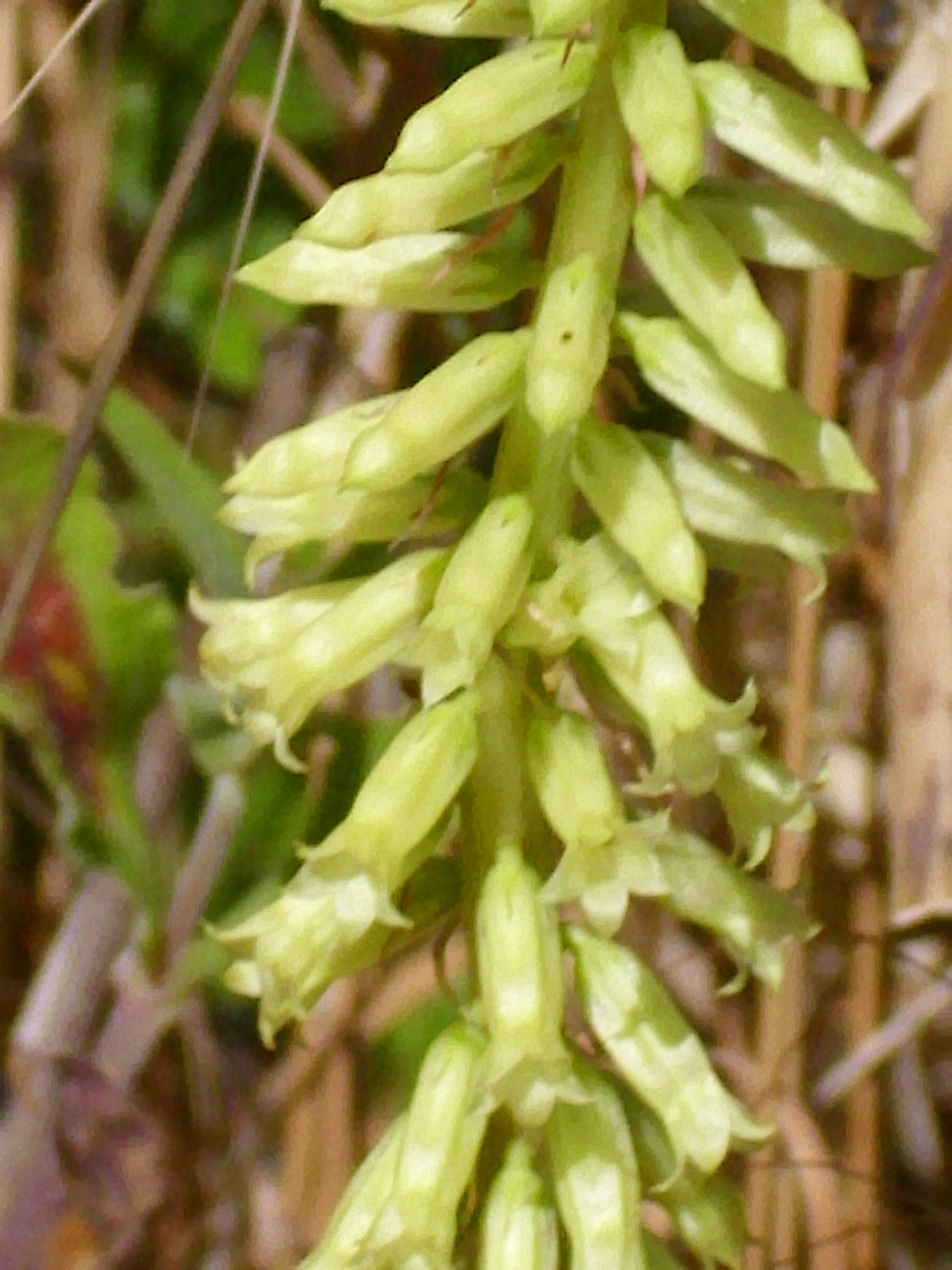
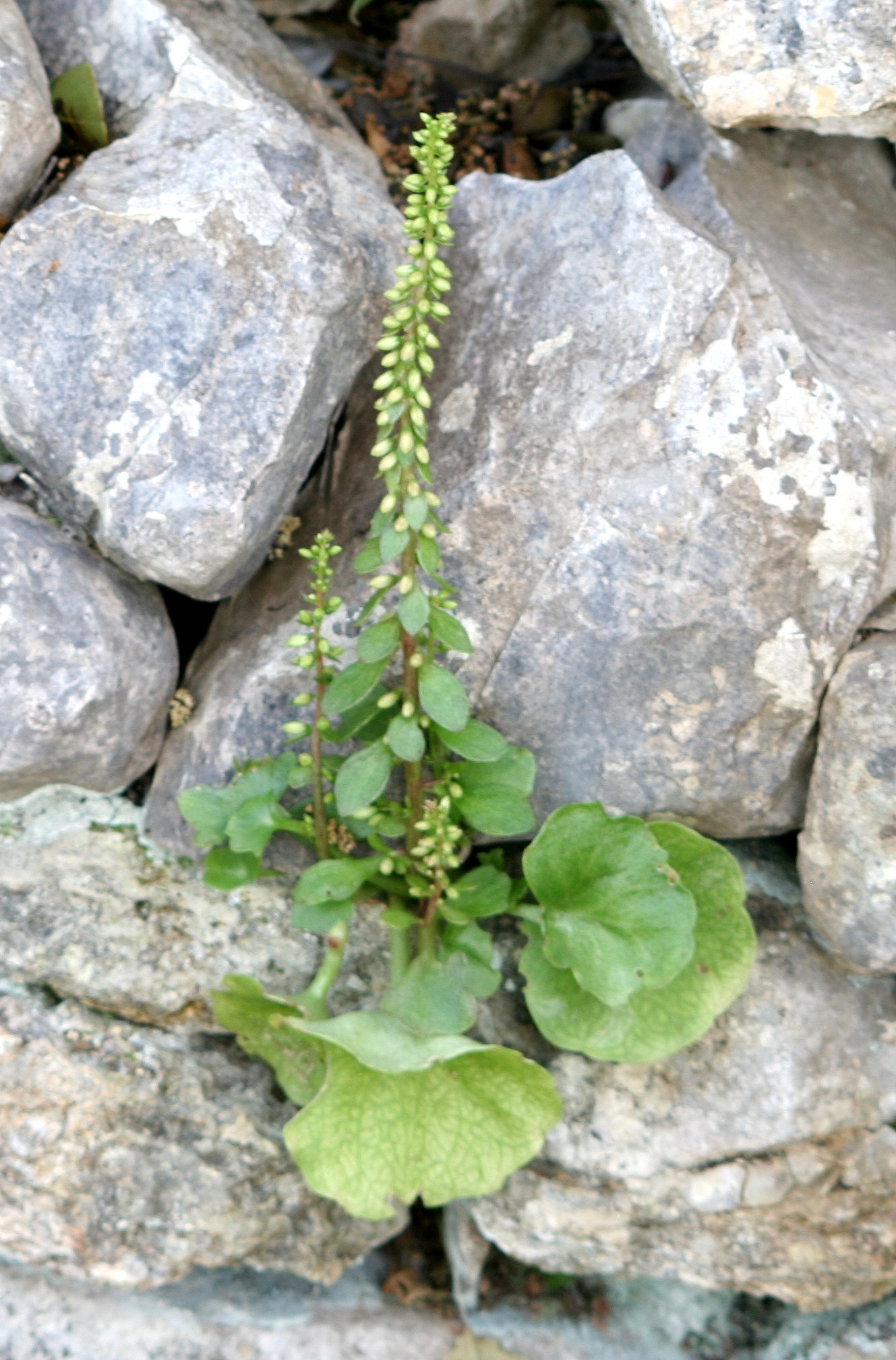
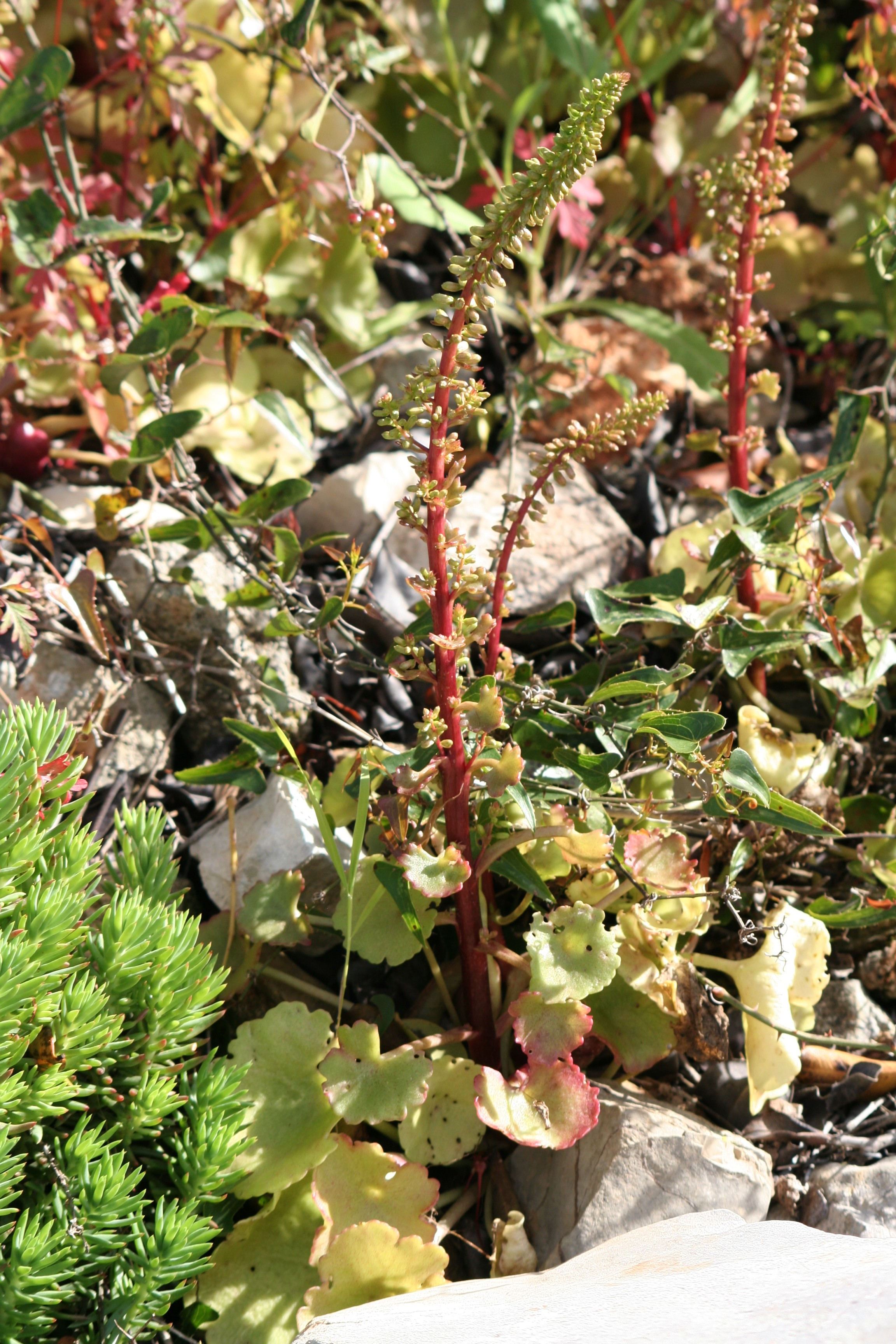
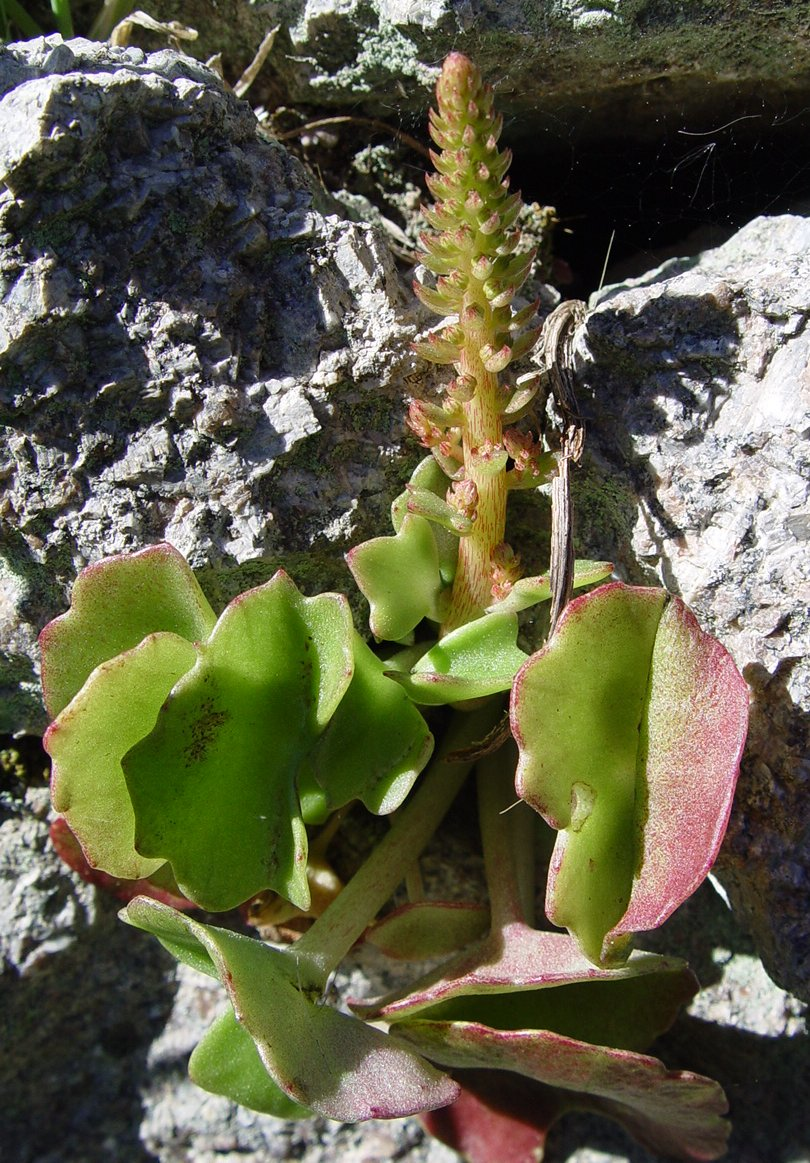
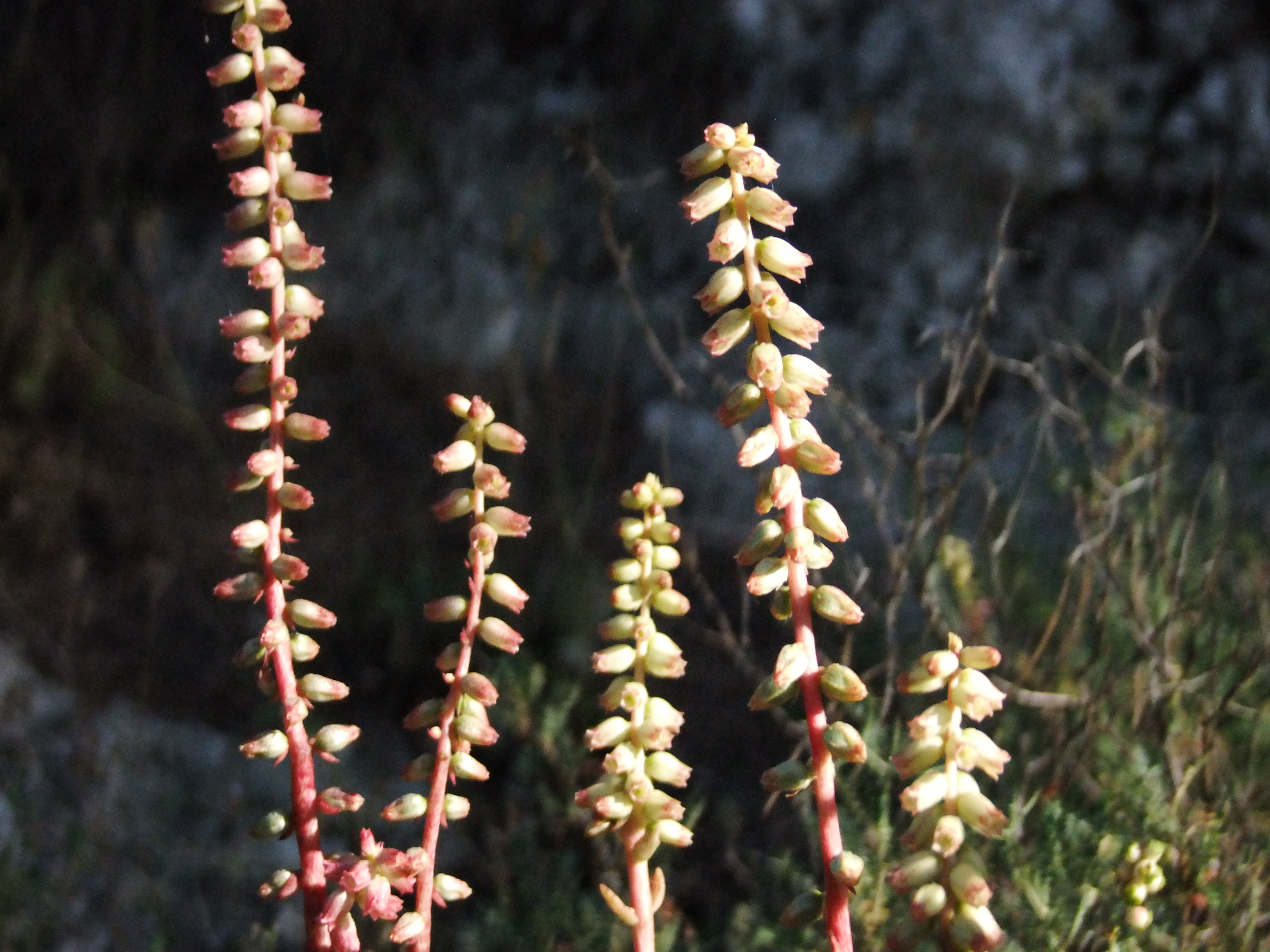
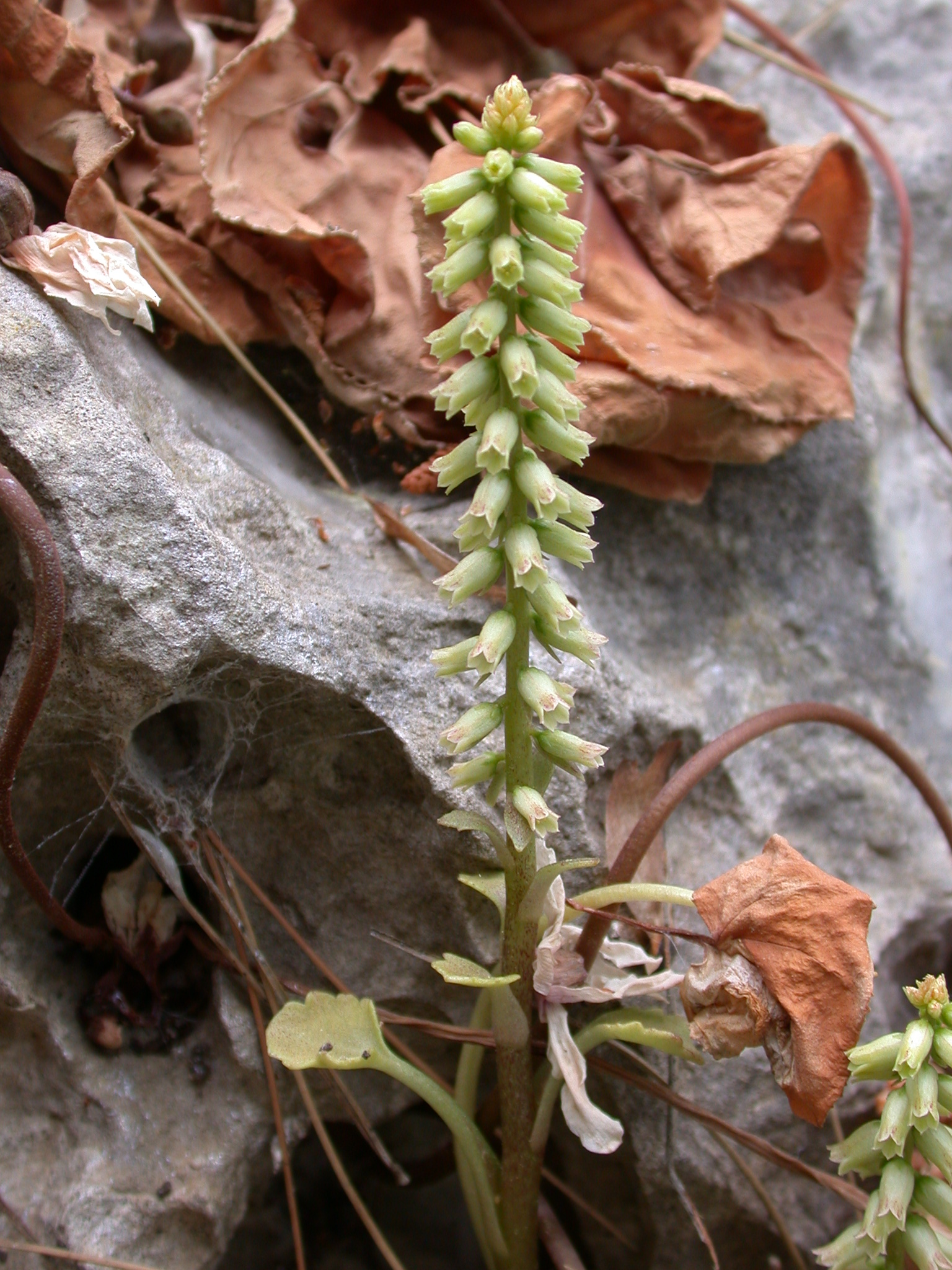
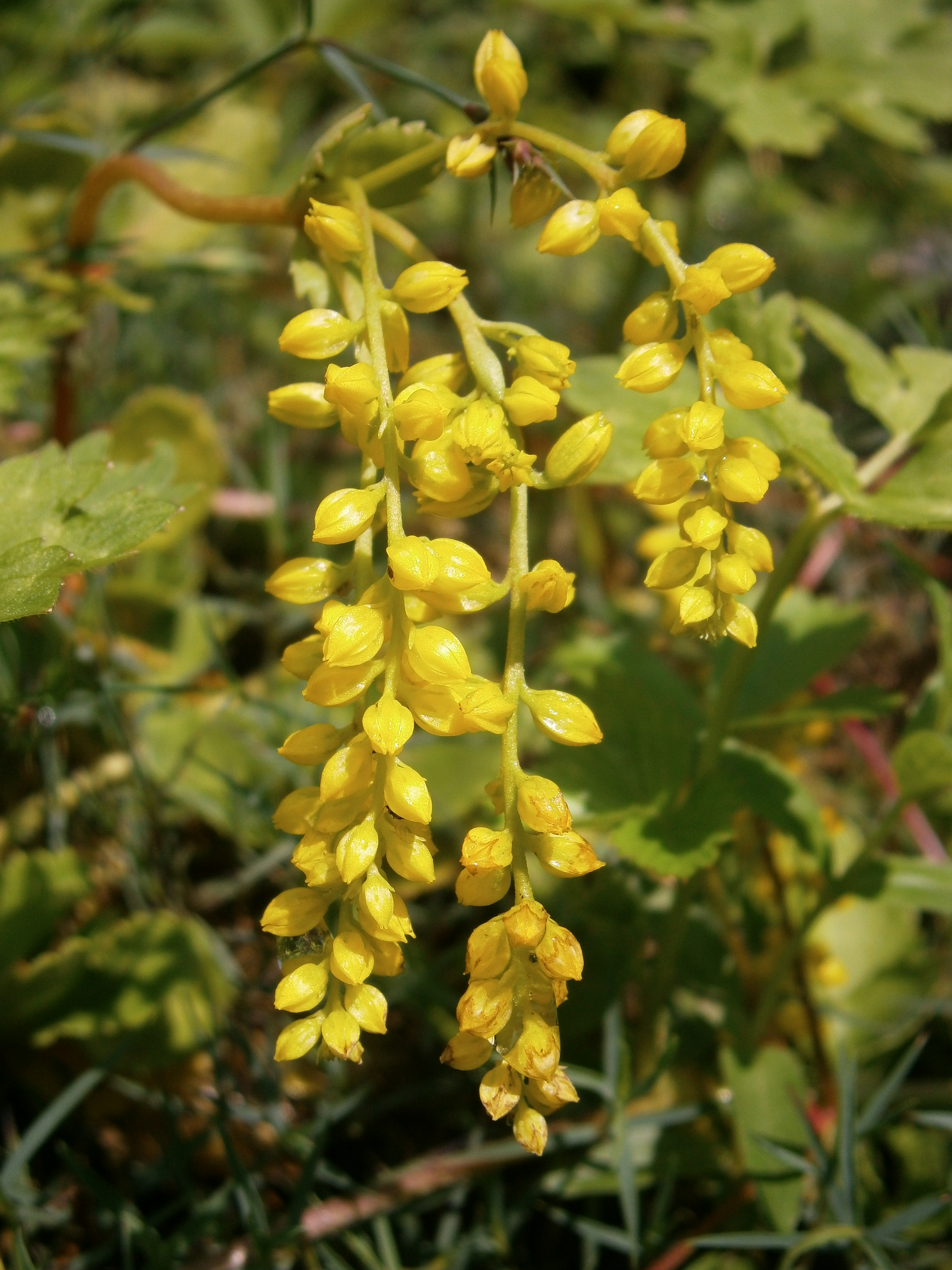
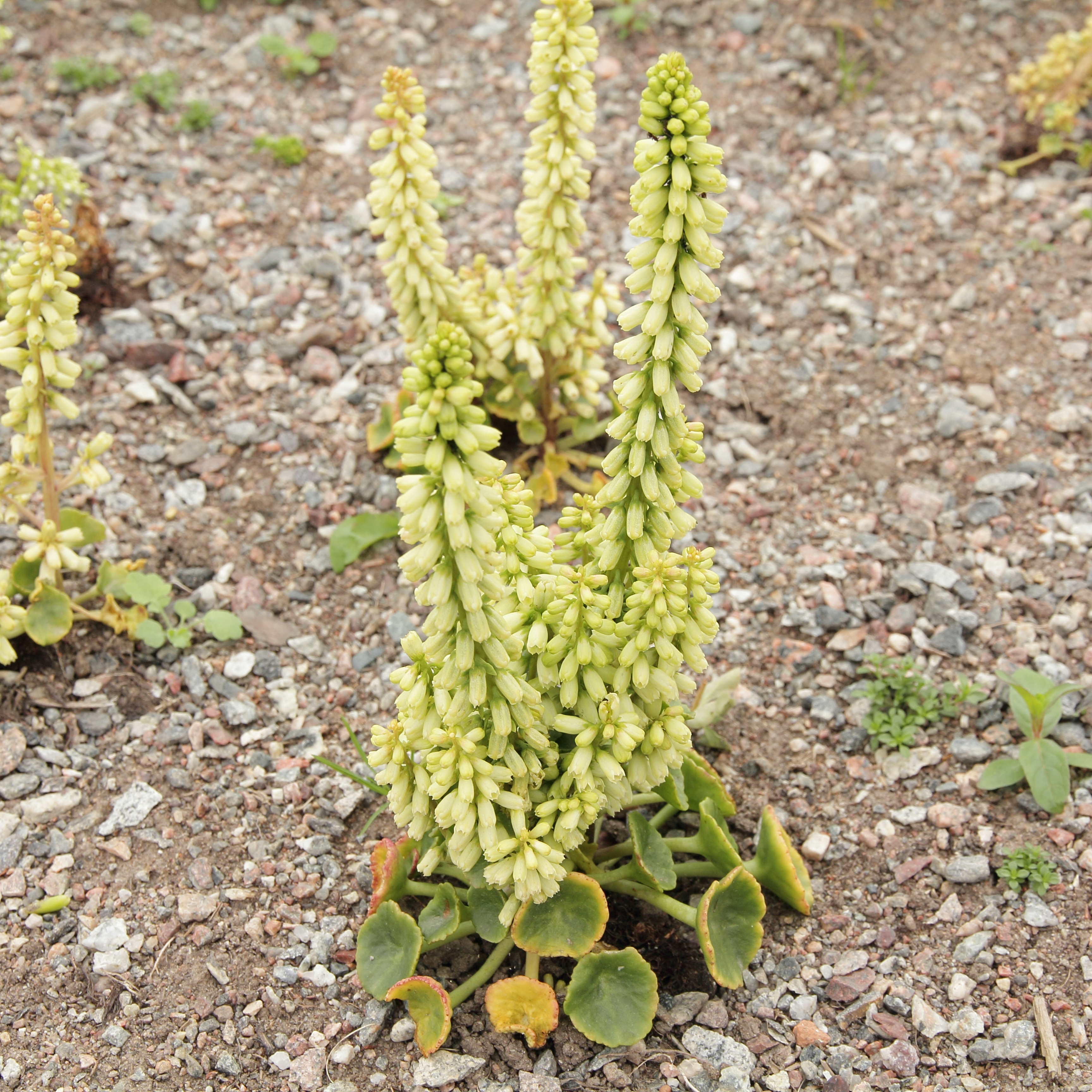